# Andrej Kraŭtjanka
Andrej Siarhejevitj Kraŭtjanka (belarusiska: Андрэй Сяргеевіч Краўчанка), född den 4 januari 1986, i byn Mysjanka i Petrikov rajon i Gomel oblast i Vitryska SSR i Sovjetunionen (nu Petrykaŭ rajon i Homels voblast i Belarus), är en belarusisk friidrottare som tävlar i mångkamp.
Kraŭtjanka deltog vid VM för juniorer 2004 där han vann guld i tiokamp. Året efter blev han även Europamästare för juniorer. Under 2007 deltog han vid EM inomhus där han blev bronsmedaljör i sjukamp. Under 2008 började han året med att bli silvermedaljör vid VM inomhus i sjukamp och senare blev han även silvermedaljör i tiokamp vid Olympiska sommarspelen.